# Jamo
Die 51 jamo (wörtlich „Mütter der Buchstaben/Schriftzeichen“, auch 낱자 natja genannt) sind die im 15. Jahrhundert geschaffenen Buchstaben einer Hangeul genannten Alphabetschrift, die heute zum Schreiben des Koreanischen verwendet wird.
Im Folgenden sind die Wörter „Konsonant“, „Vokal“ und „Silbe“ eher in (ortho-)graphischer als phonetischer Hinsicht zu verstehen.

Diese ungenauen Begriffe ersetzen aus Platzgründen genauere Beschreibungen. Vergleichbar wäre in Bezug auf die deutsche Schrift die Bezeichnung des r als Konsonantbuchstabe trotz nicht konsonantischer Aussprache beispielsweise im Wort „er“.

## Inventar
Neben 24 einfachen (nicht zusammengesetzten) jamo gibt es noch 27, die aus zwei oder drei dieser einfachen jamo-Grapheme zusammengesetzt sind. Jedes einfache oder zusammengesetzte jamo repräsentiert ein Morphophonem der Sprache des 20. Jahrhunderts, wobei zu beachten ist, dass die zusammengesetzten oft nicht einfach als Aufeinanderfolge ihrer Bestandteile ausgesprochen werden.
Die 24 einfachen jamo sind:
- 14 Konsonanten (ja-eum; 자음; 子音; wörtlich „Kinderlaute“)
- 10 Vokale (mo-eum; 모음; 母音; wörtlich „Mutterlaute“).

Fünf der einfachen Konsonanten können verdoppelt geschrieben werden und bilden dann weitere fünf Doppelschreibweisen (ssangjamo), während elf komplexe Konsonantengebilde (bokjamo) aus zwei jeweils verschiedenen Konsonanten nebeneinander geschrieben werden.
Die Grundvokale können zu 11 weiteren Di- und Trigraphen zusammengesetzt werden, von denen allerdings nur ㅢ ein Diphthong im engsten Sinne ist, und das nur im Wortanlaut der Standardsprache.
Zusammengefasst gibt es:
- 14 einfache Konsonanten,
- 5 Doppelkonsonanten,
- 11 komplexe Konsonanten,
- 10 einfache Vokale,
- 11 zusammengesetzte Vokale.

## Anordnung

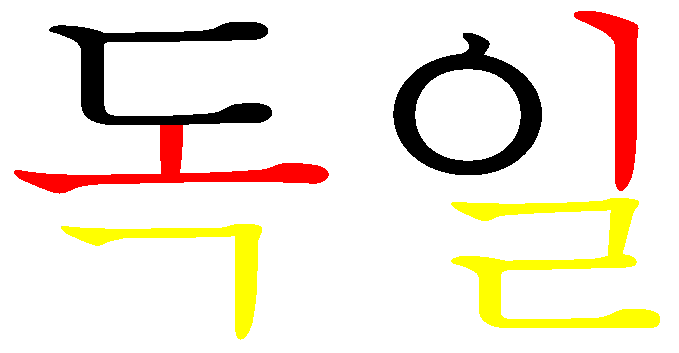
„Deutschland“ = {d+o+g} + {*+i+l} = dogil.
Schwarz = lead-jamo (konsonantisch)
Rot = vowel-jamo (vokalisch)
Gelb = trail-jamo (konsonantisch)

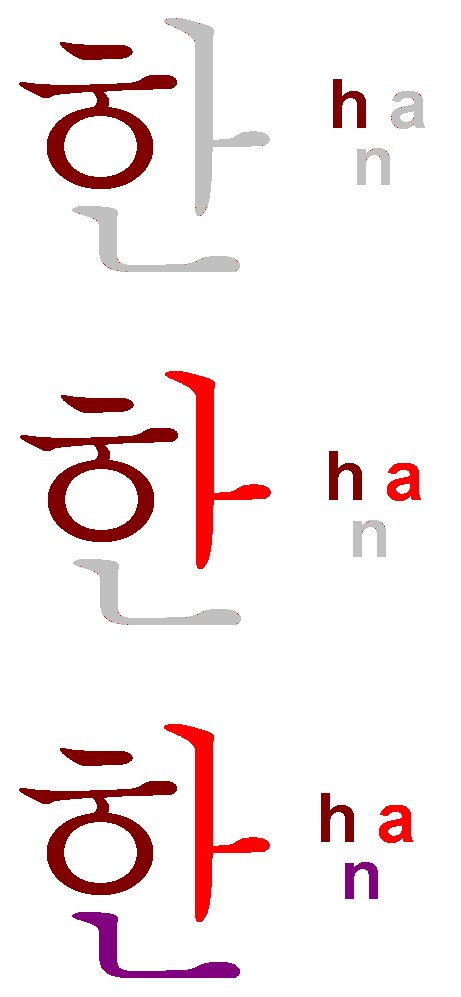
Drei jamo werden zusammengesetzt: h+a+n

Anders als die Buchstaben des lateinischen Alphabets werden die jamo beim Schreiben nicht einfach in einer Kette von links nach rechts aneinandergesetzt. Vielmehr werden die jamo jeder (orthographischen) Silbe in einem Block gruppiert.
Jeder Block wird in der Reihenfolge der Aussprache aus folgenden Teilen zusammengesetzt:
1. Oben, links oder links oben steht ein einfaches oder doppeltes konsonantisches jamo (vokalisch anlautende Morpheme erhalten das stumme Füll-jamo ᄋ), auf Englisch lead (L).
2. Darunter und/oder rechts daneben steht ein einfaches oder zusammengesetztes vokalisches jamo, auf Englisch vowel (V).
3. Eventuell steht ganz unten noch ein einfaches, doppeltes oder komplexes konsonantisches jamo, auf Englisch trail (T).

Ob das erste jamo (im Bild schwarz) eines Silbenblocks oben, links oder oben links im Block geschrieben wird, hängt davon ab, welches vokalische jamo (im Bild rot) ihm folgt und ob danach noch ein konsonantisches jamo (im Bild gelb) folgt.
Die fertigen L-V(-T)-Blöcke werden dann von links nach rechts hintereinandergeschrieben; ist eine Zeile voll, wird darunter eine neue von links nach rechts laufende begonnen.

## Beziehung zwischenjamound Lautwert

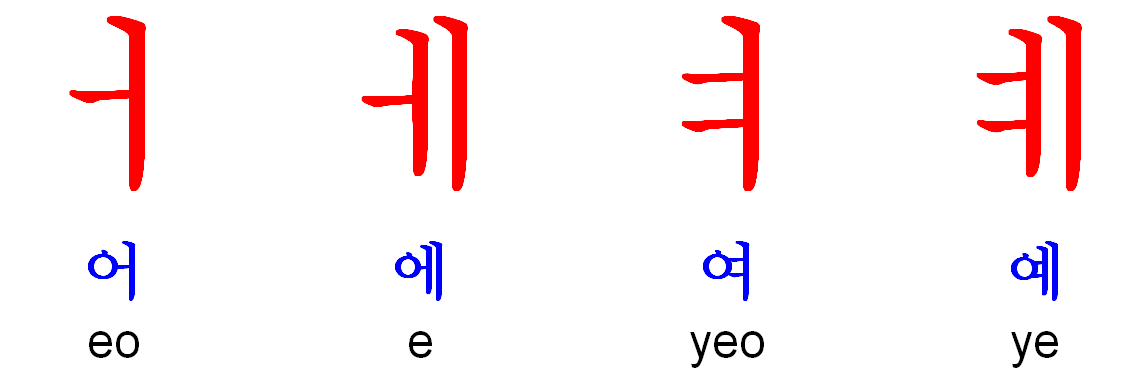
Einige Vokal-jamo (im Bild rot):
Links zwei unterschiedliche Vokale ohne Jotierung (ㅓ und ㅔ), rechts die gleichen Vokale mit vorangestellter Jotierung (ㅕ und ㅖ).

Jamo mit ähnlichen Lautwerten ähneln einander mitunter auch graphisch, beispielsweise ähnelt ein jotierter Vokal graphisch sowohl seiner nicht jotierten Entsprechung als auch jedem anderen jotierten Vokal:
Die langen Striche zeigen den vokalischen Lautwert und das Vorhandensein oder Fehlen eines vorangestellten w-Lautes an. Alle jotierten jamo haben zwei kurze Striche, wo das jamo desselben Vokals in nicht jotierter Form nur einen kurzen Strich hat (siehe Bild).
Während sich Konsonantenquantität in der jamo-Schreibung niederschlägt (z. B. wird das Wort 언니 eonni mit langem [n] gesprochen, was man an den beiden ᅟᅠᆫᄂᅠ erkennt), findet Vokalquantität in der Schrift keinen Ausdruck, obwohl sie in einigen Dialekten über die Bedeutung eines Wortes entscheidet – in manchen Dialekten wird der Unterschied durch Ton statt Quantität ausgedrückt. Aus der Hochsprache ist die Vokalquantität als bedeutungstragendes Merkmal allerdings verschwunden oder ist im Schwinden begriffen.

## Varianten
In Nordkorea ist eine Variante des ㅌ sehr verbreitet, die aus einem ㄷ mit darüber liegendem Querstrich (selten auch einem kurzen, auf das ㄷ gesetzten Strich) besteht.
Insgesamt hat sich das Aussehen der jamo seit ihrer Schaffung weder in der Hand- noch in der Druckschrift wesentlich gewandelt; beim Vergleich ältester Druckschriften mit heutigen fällt bloß eine größere Ähnlichkeit letzterer mit Handschriften auf, etwa im jamo ㅈ.
Ebenso wenig wurden die Regeln, die die graphische Anordnung der jamo zu Silbenblöcken bestimmen, verändert; hier ist lediglich die in südkoreanischen Druckschriften übliche, in nordkoreanischen aber kaum gebräuchliche Graphemanordnung in den zusammengesetzten Vokal-jamo ㅝ und ㅞ zu nennen.
Zwar gab es vor allem Anfang des 20. Jahrhunderts in Russland Versuche, sogar die Gruppierungen zu Blöcken aufzugeben und die einzelnen jamo stattdessen einfach wie die Buchstaben der westlichen Alphabete von links nach rechts zu schreiben; solche Reformen konnten sich aber nicht durchsetzen.
Die Anordnung der Silbenblöcke zu von links nach rechts verlaufenden Zeilen hingegen ist vergleichsweise jung. Zunächst wurden sie vertikal angeordnet, wobei die erste Spalte eines Textes rechts stand und die letzte links. Im Zuge der Modernisierung Koreas hielten dann Leer- und Satzzeichen Einzug. Noch während der ersten Hälfte des 20. Jahrhunderts war die heute seltene Vertikalschrift sehr üblich.
Vom 15. bis Anfang des 20. Jahrhunderts konnte der Lead-Teil von Silben auch aus komplexen statt nur aus einfachen oder doppelten jamo bestehen. Im Trail indes gab es wegen damals nicht morphophonemischer Schreibung jahrhundertelang nie mehr als einen einfachen Konsonanten, was 1933 mit einer erfolgreichen Vereinheitlichung der Rechtschreibung endgültig geändert wurde.
Seit der ersten Hälfte des 15. Jahrhunderts, als die jamo geschaffen wurden, sind einige von ihnen außer Gebrauch geraten, während keinerlei Neuschöpfungen das Grapheminventar bereicherten. Mitte des 20. Jahrhunderts gab es in Nordkorea Bestrebungen, mithilfe einer Reihe neuer Grapheme, deren Aussehen sich an dem bestehender jamo-Grapheme orientierte, das jamo-Zeicheninventar dem der koreanischen Morphophoneme noch stärker anzugleichen (neue jamo mit Beispielwörtern); auch dieser letzte große Reformversuch fand aber wenig Unterstützung und wurde aufgegeben, sodass die jamo eines Wortes heute nur eingeschränkt Aufschluss über dessen Flexion geben.

## Tastatur

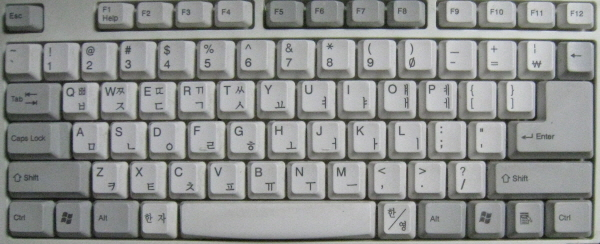
Tastaturbelegung

### Schreibmaschinen und Computer
Die südkoreanischen Standardisierung 1969 legte den Grundstein einer Meinungsverschiedenheit über die beste jamo-Tastaturbelegung:
Die Belegungen 3[se]-, 4[ne]- und 5[daseot]-beolsik sind inzwischen weitgehend außer Gebrauch geraten.
Bei der heute üblichen 2[du]-beolsik-Belegung liegen die Konsonanten auf der linken Tastaturhälfte, die Vokale (vowel/jungseong) auf der rechten. Zur Eingabe eines Konsonanten im Silbenauslaut (trail/jongseong) wird dieselbe Taste wie zu seiner Eingabe im Anlaut (lead/choseong) angeschlagen.
Manche ziehen der 2-beolsik-Belegung die 3-beolsik-Belegung vor, da diese die bei Rechtshändern schwächere linke Hand weniger beanspruche und so dem Karpaltunnelsyndrom vorbeuge; bei der 3-beolsik-Belegung sitzen die Anlautkonsonanten (lead) rechts, die Vokale (vowel) in der Mitte und die Auslautkonsonanten (trail) links.
Die Benutzung der Maus mit der rechten Hand gleicht indessen die stärkere Beanspruchung der linken Hand durch 2-beolsik wieder aus.
Windows’ IME unterstützt 2-beolsik, 3-beolsik 390 und 3-beolsik Final (최종3벌식).

### Handys

#### Cheonjiin
Zum Schreiben von Kurznachrichten mit Handytastaturen gibt es neben anderen Samsungs Cheonjiin(천지인)-Eingabemethode, bei der für die Eingabe der 21 Vokale (jungseong) nur drei Tasten benötigt werden. Die Cheonjiin-Eingabemethode nutzt den Umstand aus, dass sämtliche Vokale unzweideutig mit der Schreibreihenfolge ihrer kurzen Striche (천 cheon „Himmel“), langen waagerechten Striche (지 ji „Erde“) und langen senkrechten Striche (인 in „Mensch“) wiedergegeben werden können. Beispielsweise erzeugt die Folge „kurzer Strich“, „waagerechter Strich“, „senkrechter Strich“ (bzw. das Drücken der entsprechenden Tasten auf dem Handy) den Vokal ㅚ oe.
Dies ist ohne Probleme möglich, da in den 1930er Jahren der Vokal ㆌ aufgegeben wurde, der sonst ebenso wie ㅝ durch die Sequenz „waagerechter Strich“, „kurzer Strich“, „kurzer Strich“, „senkrechter Strich“ eingegeben werden müsste.

#### Sonstige
Bei einer weiteren Eingabemethode können einige Buchstaben mit nur einem Tastendruck eingegeben werden, während andere durch nachfolgendes Drücken der Taste
- des gleichen Buchstabens,
- eines anderen Buchstabens,
- „Strich(e) hinzufügen“ (links der Nulltaste) und/oder
- „Verdoppeln“ (rechts der Nulltaste)

erzeugt werden. Die Vokale ㅏ a und ㅗ o (beide sind „helle“ oder yang-Vokale) werden jeweils mit nur einem Tastendruck eingegeben. Um die entsprechenden (zu den hellen Vokalen achsensymmetrischen) „dunklen“ oder eum-Vokale ㅓ eo und ㅜ u einzugeben, drückt man einfach dieselbe Taste ein zweites Mal.
Beispiele
Konsonanten

Für ㅎ h: ㅇ (ng), „Strich hinzufügen“

Für ㅂ b: ㅁ m, „Strich hinzufügen“

Für ㅃ pp: ㅁ m, „Strich hinzufügen“, „Verdoppeln“

Für ㅍ p: ㅁ m, 2× „Strich hinzufügen“
Vokale

Für ㅘ wa: ㅗ/ㅜ o/u, ㅏ/ㅓ a/eo

Für ㅑ ya: ㅏ/ㅓ a/eo, „Strich hinzufügen“

Für ㅓ eo: 2× ㅏ/ㅓ a/eo

Für ㅕ yeo: 2× ㅏ/ㅓ a/eo,  „Strich hinzufügen“
Gesamter CVC-Block

Für 협 hyeop: ㅇ (ng), „Strich hinzufügen“, 2× ㅏ/ㅓ a/eo,  „Strich hinzufügen“, ㅁ m, „Strich hinzufügen“

## LVT-Computerschrift
Üblicherweise werden vollständige Silbenblöcke als kleinste Einheiten gespeichert. Daneben ist in Unicode aber auch die kaum mehr genutzte Möglichkeit vorgesehen, die jamo einer Silbe in der folgenden Reihenfolge einzeln zu speichern:
L-V(-T)(-M)
L steht hier für ein einzelnes oder eine Sequenz mehrerer konsonantischer choseong jamo, V für ein einzelnes oder eine Sequenz mehrerer vokalischer jungseong jamo, T für ein einzelnes oder eine Sequenz mehrerer konsonantischer jongseong jamo (optional) und schließlich M für eins der beiden im 15. Jahrhundert benutzten Tonzeichen, die bei vertikaler Schrift als ein oder zwei Punkte links neben dem Silbenblock erscheinen sollten (optional).
Diese Struktur heißt auf Koreanisch 첫가끝 (etwa „LVT“).
In Verbindung mit einem geeigneten Font ermöglicht die jamo-orientierte LVT-Methode eine der ursprünglichen Schreibung vergleichsweise ähnliche Darstellung selbst alter koreanischer Texte, wohingegen einer Speicherung in Silbenblöcken die schiere Anzahl der möglichen Silben entgegensteht, die sich bei Unterstützung auch außer Gebrauch geratener jamo alter koreanischer Texte ergäbe und die die Größe üblicher Fonts sprengen würde.